# Dieciocho canciones de una flauta nómada
Dieciocho canciones de una flauta nómada (en chino, 胡笳十八拍; pinyin, Hújiā Shíbā Pāi) son una serie de canciones y poemas chinos sobre la vida de la poetisa Cai Wenji de la dinastía Han (202 a. C. - 220 d. C.). Las canciones fueron compuestas por Liu Shang, un poeta de la dinastía Tang media. Posteriormente, el emperador Gaozong de Song (1107-1187) encargó un pergamino con las canciones acompañadas de 18 escenas pintadas.

## Inspiración

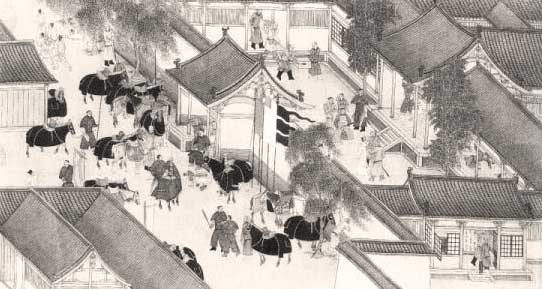
'Secuestro' de Cai Wenji. Los nómadas armados con arcos y sus monturas tienen dos formas diferentes de armadura de caballo (réplica de pintura del siglo XIV del original del siglo VIII, Museo Metropolitano, Fondo Dillon 1973.120.3, NY)

La poetisa y compositora Cai Yan, más conocida por su nombre de cortesía "Wenji", era hija de un destacado hombre de letras Han Oriental, Cai Yong. La familia residía en la prefectura de Yu, comandancia de Chenliu, en lo que ahora es el este de la provincia de Henan. Cai Wenji nació poco antes de 178 d. C., y se casó a la edad de dieciséis años de acuerdo con el cálculo de edad de Asia Oriental (correspondiente a la edad de 15 en el cálculo occidental) con Wei Zhongdao en 192 d. C. Zhongdao murió poco después de la boda, sin descendencia. Entre los años 194 y 195 d. C., los nómadas xiongnu invadieron la capital china y Cai Wenji fue llevado, junto con otros rehenes, a la frontera. Durante su cautiverio, se convirtió en la esposa del Zuoxianwang ('Virtuoso rey zurdo' o 'Rey sabio de la izquierda'), y le dio dos hijos. No fue hasta doce años después que Cao Cao, el canciller de Han, la rescató en nombre de su padre, que ya había muerto antes de su captura. Cuando Cai Wenji regresó a su tierra natal, dejó a sus hijos en la frontera.

## Composición

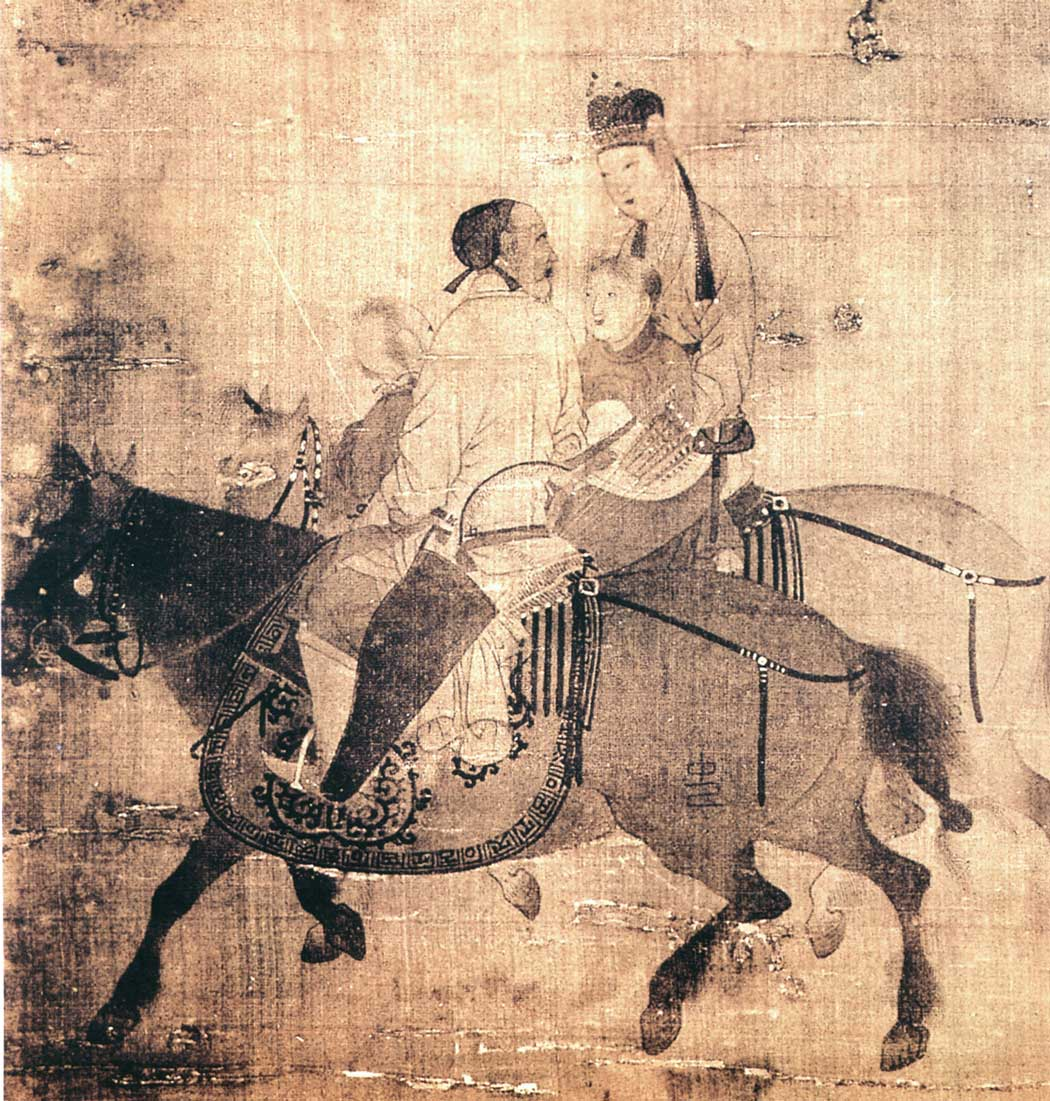
La pintura anónima de Cai Wenji y su esposo xiongnu (Zuoxianwang) data de la dinastía Song del Sur (文姬 归汉 图). Están montando a sus caballos, cada uno con uno de sus hijos. La expresión en el rostro de Cai Wenji parece bastante satisfecha, pacífica y contenta, mientras el esposo volvía la cabeza hacia atrás en señal de despedida (traducción de Rong Dong)

Se han escrito varios poemas para inmortalizar la historia de la vida de Cai Wenji, incluida la suya propia. Liu Shang (c. 770 d. C.), escribió un poema sobre Cai Wenji llamado Hujia Shiba Pai (胡笳十八拍; "Dieciocho canciones en una flauta nómada"). El poema de Liu Shang, acompañado de 18 escenas pintadas en un pergamino, fue encargado por el primer emperador del emperador Gaozong de Song. Cuatro fragmentos, que se presume que son del original, se encuentran en el Museo de Bellas Artes de Boston, mientras que la copia completa más antigua, aparentemente del siglo XIV y anteriormente en la colección C. C. Wang, reside en el Museo Metropolitano de Arte; estos fueron publicados por el museo en 1974 en un libro titulado Dieciocho canciones de una flauta nómada.

## Dispositivo alegórico
Los dispositivos alegóricos chinos, según la definición de Erich Auerbach, son «algo real e histórico que anuncia algo más que también es real e histórico (...) la relación entre los dos eventos está relacionada por un acuerdo o similitud». Hay paralelismos obvios entre la historia de Cai Wenji y la de la madre de Gaozong, la emperatriz viuda Wei (衛 太后), que fue capturada junto con el resto del clan imperial y mantenida como rehén en el norte. No fue liberada hasta que se concluyó un tratado de paz entre la dinastía Song y los Jurchen en 1142.